# Escuela de Biofísica Molecular
La Escuela Nacional de Biofísica Molecular es un evento que se realiza anualmente (desde el año 2000) en el Departamento de Física de la Universidad de Sonora (Hermosillo, Sonora, México). Su objetivo es reunir a especialistas de la biofísica para ofrecer una serie de cursos cortos y conferencias. 
El público asistente está compuesto de estudiantes, maestros e investigadores de áreas como Física, Biología, Química, Ingeniería, Materiales, etc., tanto de la Universidad de Sonora como de otras partes de México y de otros países.
El formato de la escuela consiste en alrededor de cuatro cursos cortos y otras tantas conferencias de investigación. Los expositores son investigadores de reconocido prestigio de diversas instituciones mexicanas y del extranjero. 
Generalmente en la escuela participa un o una expositor(a) local (Universidad de Sonora). Además se presentan trabajos libres en la modalidad de carteles o de ponencias orales cortas.
El comité organizador está conformado por investigadores y estudiantes de la Universidad de Sonora. Es común que se cuente con financiamiento para otorgar hospedaje y alimentación a un número limitado de estudiantes que lo requieran.
La XXV Escuela Nacional de Biofísica Molecular se llevó a cabo de manera híbrida (presencial y virtual) del 2 al 6 de diciembre de 2024. La XXVI Escuela Nacional de Biofísica Molecular se llevará a cabo en diciembre de 2025.

## Historia
La Escuela Nacional de Biofísica Molecular se empezó a organizar el año 2000. En un principio llevó el nombre de "Escuela de Verano de Biofísica Molecular". Dado que la escuela tiene un alcance nacional, los organizadores le llaman "Escuela Nacional de Biofísica Molecular", aunque a veces se le conoce simplemente como "Escuela de Biofísica".
El objetivo de la escuela es ofrecer cursos de interés general, a nivel avanzado de licenciatura o principiante de posgrado, en el área de la Biofísica. Su sede es el Departamento de Física de la Universidad de Sonora, en la ciudad de Hermosillo, capital del estado de Sonora, situado en el Noroeste de México. La duración de la escuela es de una semana.
Debido a la emergencia sanitaria relacionada con la Covid-19, las ediciones XXI (2020), XXII (2021) y XXIII (2022) se realizaron en la modalidad virtual (a distancia). Después de esa fecha, el evento se ha desarrollado en modalidad híbrida (presencial y a distancia al mismo tiempo).
En la XXV Escuela (2024) se contó con alrededor de 100 participantes de diferentes instituciones nacionales e internacionales. Esta edición se llevó a cabo de manera híbrida.
El idioma oficial de la escuela es el español. La asistencia al evento es gratuita.

## XXVI Escuela Nacional de Biofísica Molecular (2025)
La XXVI Escuela Nacional de Biofísica Molecular se llevará a cabo en diciembre de 2025.

## Programas de las escuelas realizadas (2000 - 2024)
Los programas de las escuelas realizadas hasta el momento (años 2000 al 2024) fueron los siguientes:

### XXV Escuela Nacional de Biofísica Molecular (2024)
2 al 6 de diciembre de 2024
La XXV Escuela de Biofísica Molecular fue inaugurada el 2 de diciembre de 2024.

#### Cursos
- Biofísica de la Inflamación. Dr. Daniel Hernández Baltazar. CONAHCyT-Universidad Veracruzana.
- Movimiento activo de partículas granulares. Dra. Rosario Esperanza Moctezuma Martiñón. CONAHCyT-Universidad Autónoma de San Luis Potosí.
- Fundamentos básicos de Biofotónica. Dr. Gabriel Ramos Ortiz. Centro de Investigaciones en Óptica A.C.
- Microbiota y salud: Una relación simbiótica en constante evolución. Dra. Patricia Yazmín Figueroa Chávez. Universidad Michoacana de San Nicolás de Hidalgo.

#### Conferencias
- Glicanos: su papel en la mecanobiología del cáncer y perspectivas. Dra. Irlanda Lagarda Díaz. CONAHCyT-Universidad de Sonora.
- Perspectiva termodinámica de las interacciones lípido-proteína mediadas por fármacos en el mecanismo inflamatorio. Dr. Francisco Javier Sierra Valdez. Tecnológico de Monterrey.
- Oportunidades de sinergia entre electrónica molecular y biofísica. Dr. Gabriel Ramos Ortiz. Centro de Investigaciones en Óptica A.C.
- Componente inflamatorio de la ansiedad. M. en C. Guerson Yael Varela Castillo. Facultad de Psicología del campus Xalapa de la Universidad Veracruzana.

### XXIV Escuela Nacional de Biofísica Molecular (2023)
5 al 8 de diciembre de 2023
La XXIV Escuela de Biofísica Molecular fue inaugurada el 5 de diciembre de 2023. Esta edición se llevó a cabo de manera híbrida (presencial y a distancia). Se registraron más de 200 participantes de más de 30 instituciones de la República Mexicana así como de las siguientes instituciones de otros países: Escuela Superior Politécnica de Chimborazo (Ecuador), Universidad de Concepción (Chile), Universidad Nacional de Trujillo (Perú), Universidad Mayor de San Andrés (Bolivia).

#### Cursos
- Aplicaciones de espectroscopía Raman en biofísica (pre-curso), Dra. Mónica Alessandra Acosta Elías, Departamento de Investigación en Física, Universidad de Sonora.
- Métodos modernos para el estudio de canales iónicos y transportadores, Dr. León David Islas, Departamento de Fisiología, Facultad de Medicina, Universidad Nacional Autónoma de México.
- Dinámica molecular de sistemas de interés biológico, Dra. Nina Pastor Colón, Centro de Investigación en Dinámica Celular, Universidad Autónoma del Estado de Morelos.
- Microfluídica: una herramienta en estudios biofísicos de una célula, Dra. Diana Laura Villegas Coronado y M. I. Guillermo Martínez Cadena, Posgrado en Materiales, Universidad de Sonora.
- Herramientas de ciencias de la complejidad y la física de la información biológica, Dr. Juan López Sauceda, Investigador por México-CONAHCYT y Universidad Autónoma Metropolitana.

#### Conferencias
- Fisiología y biofísica del canal de protones Hv1, Dr. León David Islas, Departamento de Fisiología, Facultad de Medicina, Universidad Nacional Autónoma de México.
- El paisaje conformacional de la recombinasa Cre, Dra. Nina Pastor Colón, Centro de Investigación en Dinámica Celular, Universidad Autónoma del Estado de Morelos.
- Efectos de eliminaciones de dominios en α-Sinucleína investigados con dinámica molecular, Dr. Frank Vázquez, Department of Chemistry, St. John´s University.
- Explorando trastornos neurológicos con fNIRS (espectroscopía funcional en el cercano infrarrojo), Dr. Edgar Guevara Codina, Investigador por México-CONAHCYT y Universidad Autónoma de San Luis Potosí.
- Realidad informacional, desde las moléculas hasta las catástrofes en ciudades, Dr. Juan López Sauceda, Investigador por México-CONAHCYT y Universidad Autónoma Metropolitana.

#### Pláticas breves y carteles
Se presentaron las siguientes pláticas breves: Asimetrías en membranas biológicas: la curvatura espontánea. (José Antonio Santiago García), Desarrollo de materiales fotoreológicos como cosechadores de energía (José Fernando Morones Hernández), Fluorescencia y campo claro simultáneo en configuración sin lentes para aplicaciones de microfluídica (Victor Marind), Desarrollo de sensor electroquímico para la detección de histamina basado en la formación de complejos mediante la utilización de agentes quelantes (Cinthya Paola Felix Navarro), Simulaciones de dinámica molecular del complejo AβO1-42/α7 nAChR (Eliud Morales Dávila), Estudio de las interacciones de cuatro neurotoxinas de serpientes coralillo con el receptor nicotínico de acetilcolina muscular (m-nAChR) a través de simulaciones de dinámica molecular (Mario Fernando Salamanca Vera) y Computer aided drug design (Alan Coronado).
Los carteles presentados fueron: Chitosan biopolymer functionalized with selenium nanoparticles, as an antibacterial agent for the food packaging industry (Ivone Michel Wong Miramontes), Biorreconocimiento y efecto antiproliferativo de la lectina PF2 de Olneya tesota sobre la línea celular de cáncer de mama MCF-7 (Anaiza López García), Interacción entre la arginina cinasa de Rhipicephalus sanguineus y un ácido carbamoíl carboxílico sintético (José Félix Rojas Cabeza), Simulación computacional del desdoblamiento mecánico de moléculas de ARN utilizando utilizando un modelo coarse-grained (Mario Villada Balbuena), Programa en python para el seguimiento de células en chips microfluídicos (Kristell Moreno Gamez), Revisión bibliográfica de nanopartículas de oro para aplicaciones biomédicas (Jocelin A. Perea Zavala), Obtención de nanocomplejos de ZnO-BS como posible sensor para metales de importancia biológica y ambiental (Maribel Mazón Silva), Fabricación de dispositivos microfluídicos lineales para el análisis de células (Amanda Sofía Gradías Gutiérrez), Bases de schiff como posibles sensores para la detección y cuantificación de cobre (II) a nivel biológico y ambiental (Francisco Javier Flores Contreras), Eco-friendly alternative for photodegradation of ibuprofen using iron nanomaterials (Denia Alessandra Castro Campoy), Elaboración y caracterización química, física y celular ante fibroblastos de ratón L929 de membranas electrohiladas de policaprolactona (PCL) y colágeno de piel de tilapia (Oreochromis niloticus) (Francisco Javier Coronado Soto), Estudio del sistema Be6B11- como máquina molecular (Carlos Emiliano Buelna García), Efecto de la acidificación del océano sobre el índice de deformación de óvulos del erizo de mar Echinometra vanbrunti (José Daniel García Flores), Mesoscopic modeling of virus suspensions (Karen Gonzáles Flores), Evaluación del efecto de los bloqueadores solares en la fertilización de los erizos de mar Echinometra vanbrunti (Mayra Susana Martínez Villaescuza), Dendrímeros y sus aplicaciones (José Miguel Álvarez Palomino), La matriz extracelular en los tejidos biológicos (Gema Denisse Payan Quintero), Organización colectiva de cianobacterias filamentosas (Oscillatoria lutea) (Ismael Espinoza Arias), Los derivados de quitosana, ácido gálico y probenecid inducen actividad biológica en células cerebrales murinas (Linda Jannelly Rivas-Pérez), El colágeno ¿Qué es y de dónde se obtiene? (Ana Geraldine Espinoza Jusacamea), Experimental verification of the Landauer principle in a bacterial spore (Carles Tardío Pi), Efecto del voltaje y relación polimérica en nanofibras híbridas electrohiladas de Policaprolactona y Quitosano (PCL/CS) (Raquel Cruz Heras), Reposicionamiento de fármacos: el caso restrospectivo del sildenafil (Lenin Domínguez Ramírez.

### XXIII Escuela Nacional de Biofísica Molecular (2022)
6 al 9 de diciembre de 2022
La XXIII Escuela de Biofísica Molecular fue inaugurada el 6 de diciembre de 2022.Está edición se llevó a cabo de manera virtual (a distancia).

#### Cursos
- Análisis biofísico en polisacáridos y geles de polisacáridos. Dra. Elizabeth Carvajal Millán, Centro de Investigación en Alimentación y Desarrollo, A.C.
- Los epitelios y su relación con la unión oclusora. Dra. Isabel Larre Pérez, Marshall Institute for Interdisciplinary Research, Marshall University, USA.
- Bioenergética mitocondrial. Dra. Mina Konigsberg Fainstein, Departamento de Ciencias de la Salud, Universidad Autónoma Metropolitana, Unidad Iztapalapa.
- Algoritmos computacionales inspirados en modelos biológicos. M.C. Emiliano Buelna García. Departamento de Investigación en Polímeros y Materiales, Universidad de Sonora.

#### Conferencias
- Polisacáridos como base para el desarrollo de biomateriales con propiedades bioactivas. Dra. Elizabeth Carvajal Millán, Centro de Investigación en Alimentación y Desarrollo, A.C.
- Innovación científica: el caso de la bomba de sodio. Dra. Isabel Larre Pérez, Marshall Institute for Interdisciplinary Research, Marshall University, USA.
- Prevención de la sarcopenia por ejercicio moderado y tratamiento de metformina a lo largo de la vida de ratas viejas: efecto sobre la bioenergética mitocondrial y el estado redox. Dra. Mina Konigsberg Fainstein, Departamento de Ciencias de la Salud, Universidad Autónoma Metropolitana, Unidad Iztapalapa.
- Estudios de mecanotransducción en el contexto de las funciones hepáticas. Dr. Genaro Vázquez Victorio, Laboratorio de Micro y Nanotecnología, Facultad de Ciencias, Universidad Nacional Autónoma de México.
- Oportunidades y desafíos en biofísica estructural. Dra. Patricia Soto Becerra, Associate Professor of Physics, Creighton University, Omaha, Nebraska, USA.

#### Pláticas breves y carteles
Se presentaron las siguientes pláticas breves: La fisiología del Ca2+ intracelular está asociada a la expresión de transportadores
y canales iónicos de tumores primarios del sistema nervioso (Diana Monge Sánchez), Síntesis de nanofibras compuestas de quitosano/policaprolactona por
electrospinning (Cesar Dean Orozco Carvallo), Síntesis de nanopartículas de carburo de Hafnio y evaluación de su integración en
nanofluidos con aplicaciones de transferencia de calor (Lizbeth León Rivera), Colágeno de piel de tilapia, PLA, genipina y electrospinning en la elaboración de andamios celulares (Abraham Alejandro Leyva-Verduzco), Daños morfológicos y moleculares inducidos por la lectina PF2 (Olneya tesota) en
monocitos derivados de leucemia monocitica aguda THP-1 (Diana Villegas Coronado) y Efecto de alteraciones metabólicas en la carga eléctrica superficial de eritrocitos en pacientes con diabetes mellitus tipo 2 (Lidia Lizbeth Hernández Cubas).
Los carteles presentados fueron: Neurociencias en la Universidad de Sonora: ¡incorpórate a investigar con nosotros! (Marcelino Montiel Herrera), Efecto de la temperatura y el pH sobre la funcionalidad y estabilidad conformacional de la lectina
de vinorama (Acacia constricta) (Rocío León Irra), Efecto de las nanopartículas de CaCO3 en el módulo de compresibilidad de monocapas mixtas de
DPPC/colesterol (Alan Jair Sánchez Loera), Efecto de la carga superficial de nanopartículas de TiO2 en la energía libre de monocapas
lipídicas de Langmuir (Francisco Javier Gámez Ibarra), Uso se las máquinas de Zeeman como una analogía a la región de coexistencia de fases en
termodinámica e introducción a la teoría de catástrofes y caos (Miguel Ángel de Jesús Pintor Vivanco), Estudio de la frecuencia de goteo de una llave de lavatrastes como actividad del Laboratorio 'Portable' para introducir las bifurcaciones de periodo doble como ruta para el caos (Melissa Yaeth Paredes Cabrera), Revisión sobre la producción de biopolímeros de microorganismos metalotolerantes bajo
condiciones de estrés oxidativo (Alfonso Álvarez), Evaluación de los cambios espectrales Raman asociados a muerte celular inducidos por
radiación gamma en línea celular de cáncer de mama (Martha Anahí Iñiguez Beltrán), Caracterización bioquímica por espectroscopía raman de la radiosensibilización inducida por cucurbitacina llb y kinoína A en modelos in vitro de cáncer de mama (Perla Edith Medina Corral), Estudio molecular in silico de amilosa en presencia de distintos agentes plastificantes (Diana Margarita Mojica Muñoz), Evaluación del índice de deformación de óvulos de erizo de mar Echinometra vanbrunti mediante microfluídica (Carlos Muñoz de la Toba), Movimiento Browniano (Jesús Erubiel Tadeo Espinoza), Propiedades Mecánicas de espermatozoides se erizo de mar (Echinometra vanbrunti) (Ángel Fernando García), Determinación de la concentración mínima inhibitoria de soluciones de quitosano frente a E. coli: Estudio preliminar (Arturo Rivera Manríquez, Daniel Ibarra Hernández, Joaquín Romero René Vega), Autoensamblado de partículas anisótropas sobre superficies esféricas (Yonatan Aldana Saldañas), Simulaciones moleculares de cristales líquidos nemáticos confinados en gotas esferoidales (Jorge Amauri Munguía Valadez), Material compuesto de membranas de poli (ácido-láctico) recubierto por polipirrol por química in situ con aplicación potencial para biosensores (Claudia Georgina Ramírez Mendoza), Preparation and characterization of biocomposites based on poly (lactic acid) and electroconductive polymers with potential to remove metal anions (José Ramón Flores León), Síntesis y caracterización de estructuras metal-orgánicas (MOF) MIL-88B-Fe y NH2-MIL-88B-Fe para posibles aplicaciones en adsorción de compuestos orgánicos (Marcos Antonio Cuellar González), Parámetros morfológicos cuantificables para la clasificación de células por AFM (Maricela Rodríguez Nieto) y Estudio de propiedades mecánicas dependientes del tiempo en compositos de poliuretano y óxido de grafeno (Julio Cesar Borbón Fragoso).

### XXII Escuela Nacional de Biofísica Molecular (2021)
7 al 10 de diciembre de 2021
Esta edición se llevó a cabo de manera virtual (a distancia).

#### Cursos
- Diseño de fármacos asistido por computadora: modelo de farmacóforo. Dr. Luis Jesús Córdova Bahena. Laboratorio de Farmacología Molecular, Facultad de Ciencias, Universidad Nacional Autónoma de México.
- Biosensores. Dr. Édgar Adán Jiménez Díaz. Laboratorio de Neuroendocrinología Comparada, Facultad de Ciencias, Universidad Nacional Autónoma de México.
- Fenómenos de la neurociencia cognitiva como ejemplo de sistemas dinámicos. cDr. Jerónimo Zurumbo Colunga. Instituto de Fisiología Celular, Universidad Nacional Autónoma de México.
- Sistemas poliméricos estímulo-respuesta en biomedicina. Dra. Teresa del Castillo. Departamento de Investigación en Polímeros y Materiales, Universidad de Sonora.

#### Conferencias
- Diseño de fármacos asistido por computadora: terapia inmuno-oncológica. Dr. Luis Jesús Córdova Bahena. Laboratorio de Farmacología Molecular, Facultad de Ciencias, Universidad Nacional Autónoma de México.
- Hidrogeles sintéticos para medicina regenerativa. Dr. Andrés García, Executive Director, Petit Institute for Bioengineering and Bioscience and Regents’ Professor Woodruff School of Mechanical Engineering, Georgia Institute of Technology.
- Polímeros electro-activos en la liberación controlada de fármacos. Dra. Teresa del Castillo. Departamento de Investigación en Polímeros y Materiales, Universidad de Sonora.
- Bueno, bonito y barato hecho en la UNAM. Detección de RNA del virus SARS-CoV-2. Dra. Tatiana Fiordelisio Coll. Laboratorio de Neuroendocrinología Comparada, Facultad de Ciencias, Universidad Nacional Autónoma de México.

### XXI Escuela Nacional de Biofísica Molecular (2020)
8 al 11 de diciembre de 2020
La XXI Escuela de Biofísica Molecular fue inaugurada el 8 de diciembre de 2020. Esta edición se llevó a cabo de manera virtual (a distancia).

#### Cursos
- Microscopía de fluorescencia en molécula única en biología estructural. Dra. Laura Baltierra, Comprehensive Cancer Center, Ohio State University.
- Bases, diseño y aplicación del ensayo ELISA anti-SARS-CoV-2. Dra. Gloria López, M. C. Thania Garzón Lizárraga y Dr. Efraín Alday. Departamento de Ciencias Químico Biológicas, Universidad de Sonora.
- Fundamentos de microfluídica y sus aplicaciones biomédicas. Dr. Francisco Tovar López, Royal Melbourne Institute of Technology, Melbourne, Australia.
- Microscopía de fuerza atómica en biología. Dr. Leonardo Ruiz, Instituto de Ciencias Físicas de la UNAM.

#### Conferencias
- Mecánica de la integración retroviral, una molécula a la vez. Dra. Laura Baltierra, Comprehensive Cancer Center, Ohio State University.
- Plataformas de microfluidos. La nueva instrumentación para biofísica. Dr. Francisco Tovar, Royal Melbourne Institute of Technology, Melbourne, Australia.
- Estableciendo un método serológico (ELISA) para la detección de individuos seropositivos infectados con SARS-CoV-2. Dr. Carlos Velázquez, Departamento de Ciencias Químico-Biológicas, Universidad de Sonora.
- Principio de fuerza Kelvin como método de detección sin marcadores. Dr. Leonardo Ruiz, Instituto de Ciencias Físicas de la UNAM.
- ¿Qué son los organelos sin membranas y cuáles son sus funciones en la célula? Dra. Carmen Noemí Hernández Candia, University of Colorado Denver - Anschutz Medical Campus

Trabajos libres
Se presentaron 19 ponencias cortas sobre diferentes temas de biofísicas. Las y los expositores fueron: Elba Jhannet Colque Zacarías (Universidad Mayor de San Andrés, Bolivia), Jorge Alfonso Arvayo Zatarain (Universidad Autónoma de Chiapas), Kevin David Vázquez Munguía (Universidad Autónoma Metropolitana - Iztapalapa), Carlos Emiliano Buelna García (Universidad de Sonora), Édgar Acedo Espinoza (Universidad de Sonora), Christian Quintus Scheckhuber (Tecnológico de Monterrey – campus Ciudad de México), Diana Villegas Coronado (Universidad de Sonora), Denia Alessandra Castro Campoy (Universidad de Sonora), Raúl Antonio Hernández Acosta y Claudeth Clarissa Hernánez Álvarez (Universidad de Sonora), Germán Daniel Vázquez León (Benemérita Universidad Autónoma de Puebla), María Patricia Sánchez Gutiérrez (Benemérita Universidad Autónoma de Puebla), Selma Karime Castillo Vázquez (Universidad Nacional Autónoma de México), Priscilla Nohemí Hernández Solorio (Universidad de Guanajuato), Alicia Antonieta Martín del Campo Salazar (Instituto Politécnico Nacional), Jorge Alejandro Chávez Aguirre (Universidad Juárez del Estado de Durango), Daniela Gallardo Galaviz (Universidad Autónoma de Sinaloa), Ana Mizrahim Matrecitos Burruel (Universidad de Sonora), Eduardo Robles Chaparro (Universidad de Sonora) y Juan Carlos Sánchez Pérez (Benemérita Universidad Autónoma de Puebla).

### XX Escuela Nacional de Biofísica Molecular (2019)
10 al 13 de diciembre de 2019
La XX Escuela de Biofísica Molecular fue inaugurada el 10 de diciembre de 2019.

#### Cursos
- Curso introductorio de Epidemiología y Toxicología Ambiental. Dra. Citlalli Osorio Yáñez, Instituto de Investigaciones Biomédicas, Universidad Nacional Autónoma de México.
- Medidas del ritmo cardíaco como biomarcadores psicobiológicos. Dra. Nadia Sarai Corral Frías, Departamento de Psicología y Ciencias de la Comunicación, Universidad de Sonora.
- Propiedades viscoelásticas en el entorno interdisciplinario de los biomateriales. Dr. José Jorge Delgado García, División de Ciencias e Ingenierías, Universidad de Guanajuato.
- Introducción a la cristalografía de rayos X: Proteínas, Dr. Alonso Alexis López Zavala, Departamento de Ciencias Químico Biológicas, Universidad de Sonora.

#### Conferencias
- Asociación entre la exposición a retardantes de flama y calcificación de la arteria coronaria entre adultos de alto riesgo del Programa de Prevención de la Diabetes (DPP). Dr. Marco Antonio Sánchez Guerra, Instituto Nacional de Perinatología.
- Bio-fisicoquímica de proteínas.  Dr. Alonso Alexis López Zavala, Departamento de Ciencias Químico Biológicas, Universidad de Sonora.
- Transiciones de fase y patrones formados sobre la superficie del chocolate. Dr. José Jorge Delgado García, División de Ciencias e Ingenierías, Universidad de Guanajuato.
- Genética del bienestar.  Dra. Nadia Sarai Corral Frías, Departamento de Psicología y Ciencias de la Comunicación, Universidad de Sonora.

### XIX Escuela Nacional de Biofísica Molecular (2018)
11 al 14 de diciembre de 2018
La XIX Escuela de Biofísica Molecular fue inaugurada el 11 de diciembre de 2018.

#### Cursos
- Interacción de luz con tejidos biológicos. Dra. Beatriz Morales Cruzado, Cátedras Conacyt - Facultad de Ingeniería,Universidad Autónoma de San Luis Potosí.
- Técnicas experimentales y modelos teóricos de biomateriales: un guiño a la biofísica. Dr. César Márquez Beltrán, Instituto de Física, Benemérita Universidad Autónoma de Puebla.
- Propiedades electrofisiológicas de la unión neurovascular. Dr. Marcelino Montiel Herrera, Departamento de Medicina y Ciencias de la Salud, Universidad de Sonora.
- La Biofísica exacta del Alzheimer. (Como se entrelaza la física y la biología para tratar la enfermedad de Alzheimer). Dra. Paola Flores Rodríguez, Facultad de Medicina y Nutrición, Universidad Juárez del Estado de Durango.

#### Conferencias
- Diseño de una microbomba sin partes móviles actuada por burbujas de termocavitación. Dra. Beatriz Morales Cruzado, Cátedras Conacyt - Facultad de Ingeniería,Universidad Autónoma de San Luis Potosí.
- Análisis de Liberación de Fármacos contenidos en nanoplataformas de Óxidos Metálicos Usando Magnetohipertermia: "aplicación Termoquimioterapéutica". Dr. César Márquez Beltrán, Instituto de Física, Benemérita Universidad Autónoma de Puebla.
- Respuestas de las células cerebrales ante la hiperglicemia crónica inducida por estreptozotocina. Dr. Marcelino Montiel Herrera, Departamento de Medicina y Ciencias de la Salud, Universidad de Sonora.
- Seminario de Investigación del Alzheimer (Se Demencía, pero no se Olvida porque se investiga). Dra. Paola Flores Rodríguez, Facultad de Medicina y Nutrición, Universidad Juárez del Estado de Durango.

### XVIII Escuela Nacional de Biofísica Molecular (2017)
12 al 15 de diciembre de 2017
La XVIII Escuela Nacional de Biofísica Molecular fue inaugurada el 12 de diciembre de 2017.

#### Cursos
- Modelado de membranas biológicas y sus procesos. Dr. Luciano Martínez Balbuena, UNAM, Juriquilla, Querétaro.
- Importancia ambiental de los hongos filamentosos. Dra Ana Villalba Villalba, Cátedras Conacyt - Departamento de Física, Universidad de Sonora.
- Bases moleculares del cáncer. Dra. Vanesa Olivares Illana. Instituto de Física Universidad Autónoma de San Luis Potosí.
- Fundamentos de Microscopía Electrónica de Transmisión y Microtomía en Ciencias Biológicas. Dra. Hilda Araceli Zavaleta Mancera. Colegio de Postgraduados.

#### Conferencias
- Hongos filamentosos aislados en Sonora y su potencial para biorremediar sitios contaminados con metales. Dra Ana Villalba Villalba, Cátedras Conacyt - Departamento de Física, Universidad de Sonora.
- Radiación Ionizante: Efecto directo sobre las células presentadoras de antígenos. Dra. Erika Silva Campa. Departamento de Investigación en Física, Universidad de Sonora.
- Formación de liposomas y colapso de poros en bicapas lipídicas. Dr. Luciano Martínez Balbuena, UNAM, Juriquilla, Querétaro.
- Mujeres en la Ciencia. Dra. Vanesa Olivares Illana. Instituto de Física Universidad Autónoma de San Luis Potosí.

### XVII Escuela Nacional de Biofísica Molecular (2016)
6 al 9 de diciembre de 2016
La XVII Escuela Nacional de Biofísica Molecular fue inaugurada el 6 de diciembre de 2016.

#### Cursos
- Biofísica molecular del transporte transmembranal, Dr. Iván Ortega Blake, Instituto de Ciencias Físicas, UNAM, Cuernavaca.
- Síntesis de nanopartículas y su caracterización por AFM, Dr. Andrei Sarabia Sainz y Dr. Alexel Burgara Estrella, Departamento de Investigación en Física, Universidad de Sonora, Hermosillo.
- Biofísica de la comunicación neuronal y del sistema dopaminérgico, Dr. José Alfredo Méndez Cabañas, Instituto de Física, Universidad Autónoma de San Luis Potosí, San Luis Potosí.
- Polímeros electro-conductores aplicados a músculo artificial, Dra. Laura Luz Valero Conzuelo, Departamento de Ingeniería, Universidad Autónoma del Estado de México, Toluca.

#### Conferencias
- Biofísica como ciencia biológica para el estudio de sistemas de comunicación celular entre bacterias, Dra. Rosina Cabrera Ruíz, Cátedra Conacyt-Centro de Investigación en Alimentos y Desarrollo, Hermosillo.
- Microvesículas plasmáticas en salud y enfermedad, Dra. Adriana Soto Guzmán, Departamento de Medicina y Ciencias de la Salud, Universidad de Sonora, Hermosillo.
- Biología, Física y Virus, Dr. Enrique de la Re Vega, Departamento de Investigaciones Científicas y Tecnológicas, Universidad de Sonora, Hermosillo.
- Autismo, la etiología y retos en el diagnóstico,  Dr. José Alfredo Méndez Cabañas, Instituto de Física, Universidad Autónoma de San Luis Potosí, San Luis Potosí.

### XVI Escuela Nacional de Biofísica Molecular (2015)
15 al 17 de diciembre de 2015

#### Cursos
- Simulación computacional de membranas biológicas, M. C. Fernando Favela Rosales, Departamento de Investigación, Instituto Tecnológico Superior Zacatecas Occidente.

- Los anticuerpos como herramientas en diagnóstico e investigación, Dra. Maricela Ramírez Saldaña, Conacyt - Departamento de Física, Universidad de Sonora.

- Importancia de las interacciones lectina-carbohidrato en estudios glicoproteómicos, Dra. Irlanda Lagarda Díaz, Centro de Investigación en Alimentos y Desarrollo A. C..

- Propiedades mecánicas a nivel celular, Dr Amir Maldonado Arce, Departamento de Física, Universidad de Sonora e Ing. Daniel Berrellez Reyes, Posgrado en Materiales, Universidad de Sonora.

#### Conferencias
- Aplicaciones ambientales de la catálisis enzimática, Dra. Diana Vargas, Conacyt - Departamento de Investigación en Polímeros y Materiales de la Universidad de Sonora.

- Los gametos del erizo de mar como modelo de la fecundación y el desarrollo embrionario, Biol. Libia Darana Gutiérrez Chaires, Posgrado en Materiales de la Universidad de Sonora.

- Materiales usados para implantes médicos, Dra. Lerma Hanaiy Chan Chan, Conacyt y Departamento de Física de la Universidad de Sonora

- Cristalografía de rayos X: comparaciones entre moléculas pequeñas y macromoléculas, Dr. Rogerio Sotelo Mundo, Centro de Investigación en Alimentos y Desarrollo A. C.

### XV Escuela Nacional de Biofísica Molecular (2014)
16 al 19 de diciembre de 2014

#### Cursos
- Reología interfacial en fluidos bidimensionales: aplicaciones para mecánica de membranas, Dr. Gabriel Espinosa Pérez, Instituto de Física y Matemáticas de la Universidad Michoacana de San Nicolás de Hidalgo.

- Introducción a los Biomateriales, Dra. Lerma Hanaiy Chan Chan, Conacyt - Departamento de Física, Universidad de Sonora.

- Métodos Aplicados de Microscopía de Fuerza Atómica en Materia Suave, Dr. Jorge Luis Menchaca Arredondo, Facultad de Ciencias Físico-Matemáticas de la Universidad Autónoma de Nuevo León.

- Introducción a la Ingeniería Tisular, Dr. Bernardo Yáñez Soto, Conacyt - Instituto de Física de la Universidad Autónoma de San Luis Potosí.

#### Conferencias
- «¿Cómo se defiende mi cuerpo de las infecciones?»., Dra. Maricela Ramírez Saldaña, Conacyt - Departamento de Física de la Universidad de Sonora.

- «¿Qué son los probióticos?»., Dra. Claudia María Íñiguez Palomares, Conacyt - Departamento de Física de la Universidad de Sonora.

- Superhidrofobicidad en superficies biológicas, Dr. Ricardo López Esparza, Departamento de Física de la Universidad de Sonora

- Los gametos del erizo de mar como modelo de la fecundación y desarrollo embrionario, Bióloga Libia Darana Gutiérrez Chaires, Licenciatura en Biología de la Universidad de Sonora (por causas de fuerza mayor, esta conferencia programada no se pudo realizar).

### XIV Escuela Nacional de Biofísica Molecular (2013)
10 al 13 de diciembre de 2013

#### Cursos
- Técnicas dinámicas de microscopía de barrido por sondas (SPM, Scanning Probe Microscopy), Dr. Francisco Javier Espinoza Beltrán, CINVESTAV-IPN, Unidad Querétaro.

- Introducción a la Biofísica de Sistemas, Dr. Enrique Hernández Lemus, Departamento de Genómica Computacional, Instituto Nacional de Medicina Genómica.

- Introducción a la Nanomedicina, Dra. Mildred Quintana, Instituto de Física, Universidad Autónoma de San Luis Potosí.

- Autoensamblamiento molecular, Dr. Gerardo Paredes Quijada, Departamento de Ciencias Químico - Biológicas, Universidad de Sonora, Hermosillo, Sonora; y Dr. Amir Maldonado, Departamento de Física, Universidad de Sonora, Hermosillo, Sonora.

#### Conferencias
- El Posgrado en Biofísica en la Universidad Autónoma de San Luis Potosí, Dra. Mildred Quintana, Instituto de Física, Universidad Autónoma de San Luis Potosí.

- Estudios de caracterización por microscopía de fuerza por piezo-respuesta (PFM) de materiales ferroeléctricos, Dr. Francisco Javier Espinoza Beltrán, CINVESTAV-IPN, Unidad Querétaro.

- Utilization of nanoparticles and nanotexturization in Organic/Inorganic Heterojunction Hybrid Solar Cells, Dr. Arturo A. Ayón, MEMS Research Laboratory, The University of Texas at San Antonio.

- La Física Biológica en México, Dr. Enrique Hernández Lemus, Departamento de Genómica Computacional, Instituto Nacional de Medicina Genómica.

### XIII Escuela Nacional de Biofísica Molecular (2012)
4 al 7 de septiembre de 2012

#### Cursos
- Principios básicos de alimentos funcionales, M. en C. Idalia Osuna Ruiz, Universidad Politécnica de Sinaloa, Mazatlán, Sinaloa.

- Física de sistemas Biomiméticos, Dr. Said Aranda Espinoza, Universidad Autónoma de Zacatecas.

- Biofísica de Moléculas individuales y Pinzas Ópticas, Dr. Braulio Gutiérrez, Instituto Potosino de Investigación Científica y Tecnológica, San Luis Potosí, San Luis Potosí.

- Materiales Biomiméticos, Dra. Judith Celina Tánori Córdova, Departamento de Investigación en Polímeros y Materiales, Universidad de Sonora, Hermosillo, Sonora.

#### Conferencias
- Caracterización de Lipoplejos para su posible uso en terapia génica, Dr. César Rodríguez Beas, Departamento de Física, Universidad de Sonora.

- Estudio de Motores Moleculares y estructura de ADN usando Pinzas Ópticas, Dr. Braulio Gutiérrez, Instituto Potosino de Investigación Científica y Tecnológica, San Luis Potosí, San Luis Potosí.

- La Física y la Química en la Cocina, M. en C. Idalia Osuna Ruiz, Universidad Politécnica de Sinaloa, Mazatlán, Sinaloa.

### XII Escuela Nacional de Biofísica Molecular (2011)
31 de mayo al 3 de junio de 2011

#### Cursos
- Biofísica Molecular de la Comunicación Celular, Dra. Gilda Flores Rosales, Sección de Bioquímica y Farmacología Humana Departamento de Ciencias BioIógicas, FES Cuatitlán, UNAM.

- Biocatálisis y Tecnología Enzimática, Dr. Juan Antonio Noriega Rodríguez, Departamento de Ciencias Químico Biológicas y Agropecuarias, Universidad de Sonora, Unidad Regional Norte, Caborca, Sonora.

- Ingeniería Biomédica: desde Membranas Biológicas hasta Regeneración del Sistema Nervioso, cDr. Carlos Luna López, Cell Biophysics Laboratory, The Fischell Department of Bioengineering, University of Maryland, USA.

- Nanotecnología y sus Aplicaciones Biológicas, Dr. Donato Valdez Pérez, Instituto de Física, Universidad Autónoma de San Luis Potosí.

#### Conferencias
- Interacciones Específicas en Biología, Dr. Amir Darío Maldonado Arce, Departamento de Física, Universidad de Sonora.

- Modelo Físico para encapsular medicamentos, Dr. Donato Valdez, Instituto de Física, Universidad Autónoma de San Luis Potosí.

- La Mujer en la Ciencia, Dra. Gilda Flores Rosales, Sección de Bioquímica y Farmacología Humana Departamento de Ciencias BioIógicas, FES Cuatitlán, UNAM.

- La Química del Amor, Dra. Gilda Flores Rosales, Sección de Bioquímica y Farmacología Humana Departamento de Ciencias BioIógicas, FES Cuatitlán, UNAM.

### XI Escuela Nacional de Biofísica Molecular (2010)
6 – 9 de abril de 2010

#### Cursos
- Farmacología, Biología Molecular y Desarrollo de Vacunas de la Saliva de Insectos Vectores, Dr Jesús G. Valenzuela, Laboratory of Malaria and Vector Research, National Institute of Allergy and Infectious Diseases, Bethesda, Maryland (Estados Unidos).

- Virología Básica, Dr. Pavel Isa Haspra, Instituto de Biotecnología, UNAM.

- Sistemas Complejos, Dinámica Inmunológica y SIDA, Dr. Carlos Villarreal Luján, Instituto de Física, UNAM.

- Micro y Nanovectores de Medicamentos: Fundamentos, Preparación y Aplicaciones, Dra. María Elisa Martínez Barbosa, Departamento de Polímeros y Materiales, Universidad de Sonora.

#### Conferencias
- De transcriptomas a investigación translacional: impacto de vacunas basadas en proteínas de insectos vectores, Dr. Jesús Gilberto Valenzuela, Laboratory of Malaria and Vector Research, National Institute of Allergy and Infectious Diseases, Bethesda, Maryland (Estados Unidos)..

- Epidemiología del virus de la influenza A, Dr. Pavel Isa Haspra, Instituto de Biotecnología, UNAM.

- Un enfoque transdisciplinario en el estudio de enfermedades complejas: diabetes y el SIDA, Dr. Carlos Villarreal Luján, Instituto de Física, UNAM.

- Estado del arte del PBLG y sus derivados en aplicaciones farmacéuticas, Dra. María Elisa Martínez Barbosa, Departamento de Polímeros y Materiales, Universidad de Sonora.

### X Escuela Nacional de Biofísica Molecular (2009)
14 – 17 de abril de 2009

#### Cursos
- Dinámica Molecular de Proteínas, Dra. Nina Pastor, Facultad de Ciencias, Universidad Autónoma de Morelos.

- Biofísica de Péptidos, Dr Amir Maldonado, Departamento de Física, Universidad de Sonora

- Modelo Biofísico de la Formación Autoorganizada del Huso Mitótico durante la División Celular, Dr Jorge Jose, State University of New York at Buffalo

- Biofísica y Farmacología de los Canales Activados por el Voltaje, Dra Laura Escobar, Facultad de Medicina, UNAM

#### Conferencias
- Microscopía Electrónica de Criofractura, M C Eduardo Larios Rodríguez, Departamento de Ingeniería Química y Metalurgia, Universidad de Sonora

- Microfluídica y sus Aplicaciones en Biología, Dr Alfredo Eduardo Cervantes Martínez, Instituto de Física, Universidad Autónoma de San Luis Potosí

- Importancia de la investigación Interdisciplinaria del siglo XXI, Dr Jorge Jose, State University of New York at Buffalo

- Enfermedades de Plegamiento, Dra Nina Pastor, Facultad de Ciencias, Universidad Autónoma de Morelos

- Tráfico de los Canales Iónicos, Metabolismo Renal e Hipertensión, Dra Laura Escobar, Facultad de Medicina, UNAM

### IX Escuela Nacional de Biofísica Molecular (2008)
16 – 18 de enero de 2008

#### Cursos
- Biofísica de Movimientos Celulares, Dr. Helim Aranda Espinoza, Fischell Department of Bioengineering, University of Maryland.

- Coloides Biológicos: Controlando la Presentación de Proteínas, Dr. Harry Bermúdez, Polymer Science and Engineering, University of Massachusetts, Amherst.

- Electrostática de Sistemas Biológicos, Dr. Francisco Solís, Physics Department, Arizona State University.

#### Conferencias
- Bubbles in Biology, Dr. Denis Weaire, Trinity College, The University of Dublin, Irlanda.

- Difusión de Péptidos en Membranas Modelo, Dr. Ricardo López Esparza, Departamento de Física, Universidad de Sonora.

### VIII Escuela Nacional de Biofísica Molecular (2007)
10 – 13 de abril de 2007

#### Cursos
- Adhesión Celular, Dra. Clara Martínez Rico, Department of Biological Sciences, Columbia University

- Biofísica de las Proteínas de Membrana, Dra. Alicia Ortega Aguilar, Departamento de Bioquímica, Facultad de Medicina, UNAM

- Complejos de ADN y Membranas, Dr. Martín Hernández Contreras, Departamento de Física, CINVESTAV-IPN

- Propiedades Mecánicas de Membranas, Dr. Amir Maldonado Arce, Departamento de Física, Universidad de Sonora

#### Conferencias
- Micromanipulación de Membranas Biológicas, M. en C. Gerardo Paredes Quijada, Departamento de Investigación en Polímeros y Materiales, Universidad de Sonora.

- Nanocápsulas fabricadas con polímeros degradables para fines farmacéuticos, Dra. Elisa Martínez Barbosa, Departamento de Investigación en Polímeros y Materiales, Universidad de Sonora.

- Biopolímeros confinados, Dr. César Márquez Beltrán, Departamento de Física, Universidad de Sonora.

- Micro dominios lipídicos en la membrana plasmática de la fibra muscular esquelética. ¿Son los tubulos transversos mega “lipid rafts” ?, Dra. Alicia Ortega Aguilar, Departamento de Bioquímica, Facultad de Medicina, UNAM.

### VII Escuela Nacional de Biofísica Molecular (2006)
21 – 24 de noviembre de 2006

#### Cursos
- Preparación de Material Biológico para su Análisis en Microscopía Electrónica, Dra. Olga Echeverría, Facultad de Ciencias, UNAM.

- Ciencia de Proteínas en el Siglo XXI, Dr Edgar Vázquez Contreras, Instituto de Química, UNAM.

- Difusión en Sistemas Biológicos, Dr Heriberto Acuña y Dr Ricardo López Esparza, Departamento de Física, UNISON.

- Absorción de Proteínas sobre Polielectrolitos Autoensamblados, Dr Elias Pérez, Instituto de Física, UASLP.

#### Conferencias
- Fundamentos de Microscopía Electrónica de Transmisión, MC Eduardo Larios Rodríguez, Departamento de Investigación en Polímeros y Materiales, UNISON.

- Interacciones celulares del huésped-hospedero: Aplicacioens histopatológicas y moleculares para la detección de problemas sanitarios en invertebrados marinos, Dra. Reina Castro Longoria, DICTUS, UNISON.

- Rama de Fisicoquímica, Estructura y Diseño de Proteínas, Dr Gerardo Pérez Hernández , UAM Cuajimalpa.

### VI Escuela Nacional de Biofísica Molecular (2005)
27 – 30 de septiembre de 2005
Cursos
- Dinámica de la Regulación Genética, Dr Moisés Santillán Zerón, Escuela superior de Física y Matemáticas I.P.N.

- Aplicaciones de Microscopía de Fuerza Atómica en sistemas biológicos y materiales suaves, Dr Donato Valdez Pérez, Departamento de Física, Universidad Autónoma Metropolitana-Unidad Iztapalapa.

- La teoría clásica de la doble capa eléctrica y sus limitaciones, Dr. Ernesto Hernández, Department of Applied Mathematics, Australian National University, Canberra, Australia.

- Biofísica de neutrófilos, Dr. Helim Aranda Espinoza, Department of Chemical and Biomolecular Engineering, University of Maryland.

#### Conferencias
- La fatiga muscular en músculo esquelético, Dra. María Felipa Andrade Urzúa, Centro de Investigaciones Biomédicas, Universidad de Colima.

- Biotecnología de productos naturales: el caso de las plantas, Dr. Ramón Enrique Robles Zepeda, Departamento de Ciencias Químico Biológicas, Universidad de Sonora.

- Caracterización molecular de aislados de Giardia lamblia, Dr. Humberto Astiazarán, Centro de Investigación en Alimentos y Desarrollo, Hermosillo, Sonora.

- Péptidos opiáceos que cruzan la barrera sanguínea cerebral, cDra. Larisa Yeomans Maldonado, Department of Chemistry, University of Arizona.

### V Escuela Nacional de Biofísica Molecular (2004)
12 – 16 de abril de 2004

#### Cursos
- Clonación, transgénicos, genoma y bioprocesos: ¿Hacia dónde vamos?, Dra Mayra de la Torre , CIAD-AC.

- Fisicoquímica de Membranas, Dr Iván Ortega Blake, Centro de Ciencias Físicas-Cuernavaca.

- Biofísica del Citoesqueleto, Dr Miguel Ángel Ojeda López, Instituto de Física, Universidad Autónoma de San Luis Potosí.

- Fisicoquímica y Cristalografía de Proteínas, Dra. Alejandra Hernández Santoyo, Instituto de Química, UNAM.

#### Conferencias
- Comportamiento Interfacial del ADN: Isotermas de Langmuir y su Condensación en Supertoroides, Dr Rubén Darío Cadena Nava, Instituto de Física, Universidad Autónoma de San Luis Potosí.

- Estrategias para sobre-expresar proteínas recombinantes: de la ingeniería genética a la bioingeniería, Dr Antonio de León Rodríguez, Instituto Potosino de Investigación Científica y Tecnológica.

- Efecto de la temperatura en las reacciones de substitución de polielectrolitos sintéticos y ADN, Dra Hortensia Ortega Ruiz, Centro de Investigación en Química Aplicada.

- Los polímeros hidrosolubles asociativos, Dr Enrique Jiménez Regalado, Centro de Investigación en Química Aplicada.

### IV Escuela Nacional de Biofísica Molecular (2003)
28 de abril - 2 de mayo de 2003

#### Cursos
- Membranas modelo y películas de ADN: texturas y ordenamiento molecular, Dr Jaime Ruiz García, Instituto de Física, Universidad Autónoma de San Luis Potosí.

- Biofísica de canales iónicos, Dr Jorge Arreola Gómez, Instituto de Física, Universidad Autónoma de San Luis Potosí.

- Caracterización de membranas de fosfolípido por difusión Raman y FT-IR, Dr Michel Picquart, Laboratorio de Óptica Cuántica, Universidad Autónoma Metropolitana – Iztapalapa.

- Criofractura en Biología, Dr Humberto Aztiazarán, Centro de Investigación en Alimentos y Desarrollo.

- Criofractura en Fluidos Complejos, Dr Amir Maldonado, Departamento de Física, Universidad de Sonora.

- Técnicas Biofísicas en Proteínas: Dr Rogerio Sotelo Mundo, Centro de Investigación en Alimentación y Desarrollo.

#### Conferencias
- Biotecnología del ADN, Dr Luis Enrique Gutiérrez, Departamento de Investigaciones Científicas y Tecnológicas, Universidad de Sonora.

- Proyecto y Posgrado en Materiales Biomoleculares, Dra Judith Tánori, Departamento de Investigación en Polímeros y Materiales, Universidad de Sonora.

- Proyectos en Materiales Biomoleculares, Investigadores del grupo Materiales Biomoleculares, Universidad de Sonora.

### III Escuela Nacional de Biofísica Molecular (2002)
1 - 5 de abril de 2002

#### Cursos
- Técnicas experimentales en Biofísica Molecular, Dr Rolando Castillo, Instituto de Física, UNAM.

- Microscopía Óptica en Biología, M. en C. Ulises Gómez Pinedo, Centro de Investigación y Asistencia en Tecnología y Diseño, Guadalajara.

- Resonancia magnética nuclear y estructura de proteínas, Dr Neil Jacobsen, Department of Chemistry, University of Arizona.

- Fisiología de la actina, Biol.. Olivia Reynoso Ducoing, Facultad de Medicina, UNAM.

#### Conferencias
- Exposiciones estudiantes, exposiciones breves de algunos de los estudiantes participantes.

### II Escuela Nacional de Biofísica Molecular (2001)
23 – 27 de abril de 2001

#### Cursos
- Fisiología de la Levadura, Dr Antonio Peña Díaz, Instituto de Fisiología Celular, UNAM.

- Cristalización de Proteínas, Dr Abel Moreno Cárcamo, Instituto de Química, UNAM.

- Física de Membranas, Dr Helim Aranda Espinoza, Institute for Medicine and Engineering, University of Pennsylvania.

- El Surfactante de los Pulmones, Dr Gilberto Felipe Vázquez de Anda, IMSS, Centro Médico Siglo XXI.

- Fisicoquímica de Monocapas, Dr Miguel Ángel Valdez Covarrubias, Departamento de Física, UNISON.

### I Escuela de Verano de Biofísica Molecular (2000)
5 - 9 de junio de 2000

#### Cursos
- Microscopía Electrónica aplicada a la Biología, Dr Gerardo Vázquez y Dra Olga Echeverría, Facultad de Ciencias, UNAM.

- Membranas Biológicas, Dr Jaime Mas Oliva, Instituto de Fisiología Celular - UNAM.No

- Optical Forces in Biology, Prof Koen Visscher, Department of Physics, University of Arizona.

- Microscopía de Fuerza Atómica aplicada a la Biología, Dr Ciro Falcony, Departamento de Física , Centro de Investigación y de Estudios Avanzados del IPN.

- Biofísica Molecular, Dr Ivan Ortega, Centro de Ciencias Físicas, UNAM.

#### Conferencias
- Estructura y Función de la Célula, MC Haydée Yeomans Reina, Departamento de Ingeniería Química y Metalurgia, Universidad de Sonora.

- Sistemas autoasociativos, Dr Francisco Castro, Departamento de Física, Universidad de Sonora.

- ADN: estructura y función, MC Rubén Garcilazo Pérez, Departamento de Ciencias Químico-Biológicas, Universidad de Sonora.